# Rindö (småort)
Rindö var en småort på sydvästra stranden av ön Rindö i Vaxholms kommun, Stockholms län.
2015 uppgick bebyggelsen i området i tätorten Rindö.